# Dick Blick
Dick Blick (n. 29 iulie 1940, Los Angeles, California, SUA) este un înotător american, medaliat olimpic. A participat la o ediție a Jocurilor Olimpice (1960) în care a câștigat două medalii de aur.